# Hermelinda Urvina
Hermelinda Urvina Mayorga (Ambato, 26 de septiembre de 1905 - Toronto, 20 de septiembre de 2008) fue la primera mujer ecuatoriana y sudamericana en obtener una licencia de piloto de aviación, otorgada en 1932 por la autoridad aeronáutica de los Estados Unidos.

## Biografía
Nacida en la ciudad de Ambato (Ecuador) el 26 de septiembre de 1905, fue hija de José Belisario Urvina y Felicidad Mayorga. En 1926, después de contraer matrimonio con Rosendo Briones, se mudó a la ciudad de Nueva York donde residiría hasta 1945, año en que retornó a Ecuador donde enviudó en 1989, volviendo a partir en 1999 para establecerse junto a una de sus hijas en Toronto (Canadá).
El 19 de julio de 1932 se convirtió en la primera mujer sudamericana en obtener una licencia de piloto de aviación, por parte de la academia Safair Flying School de Long Island, autoridad aeronáutica de los Estados Unidos. Fundó junto a otras compañeras la organización más grande de mujeres piloto de Norteamérica, llamada Ninety Niners, en donde conoció a Amelia Earhart y Charles Lindbergh.
En junio de 1936, participó en el Raid New York - Montreal, donde se convirtió en uno de los 12 pilotos en superar con éxito dicho vuelo. En febrero del año siguiente, Hermelinda obtuvo la licencia de piloto privado por parte de México. Con el anhelo de persistir en su profesión de piloto, y con la desventaja de los altos precios de alquiler de aeronaves, en 1937, con la ayuda de su esposo logró adquirir un pequeño aeroplano de segunda mano en el cual pudo realizar viajes de New York a Canadá, New York a México, entre otros. En 1945, Hermelinda tuvo una exitosa participación en el Carnaval del Aire efectuado en la Habana, Cuba. Sin embargo, a su regreso a Ecuador perdió de vista a sus compañeros y barcos que marcaban la ruta, razón por la cual sufrió un fuerte accidente que resultó en la pérdida de su preciado aeroplano. Como consecuencia de su accidente, Urvina decidió abandonar su carrera en la aviación y, en 1945, junto a su esposo regresaron a Ecuador y se establecieron en su capital, Quito. Hermelinda Urvina vivió en Quito hasta el fallecimiento de su esposo, Rosendo Briones, en 1990, para después trasladarse a Canadá para vivir con su hija Rosario.
Hermelinda murió en la ciudad de Toronto el 20 de septiembre de 2008, a sus 102 años. Sus restos fueron trasladados a Quito para ser enterrados en el mausoleo familiar, por lo que los deudos solicitaron a los conocidos de Canadá que donasen a la UNICEF el dinero que habían pensado utilizar en ofrendas florales.

## Carrera de aviación
En 1930, Nueva York, empieza sus estudios de aviación, su instructor fue el capital Jhon Pitts. En 1933, realizó un vuelo entre Nueva York y Washington con escala en Baltimore hecho que fue destacado por la prensa estadounidense. En mismo año, Hermelinda realiza otro vuelo de Nueva York a Montreal en un rango de 322 millas en donde salieron 38 pilotos y ante un pronóstico errado se enfrentan a una tempestad en la que algunos de sus compañeros se accidentaron, 4 de ellos fallecieron al estrellarse en el Lago Champlain, otros se retiraron y únicamente 12 pilotos terminarían la prueba y unos de ellos era Hermelinda. Posteriormente, el estado de México otorgó a Hermelinda la licencia de piloto aviador mexicano, fue así que comenzó a volar en México en un avión y en la línea aérea de correo de México y al regreso llevaba pasajeros junto a su esposo y su abuelo a Canadá, México, Nueva York y las Bermudas.La joven ambateña ocupó las páginas de la prensa al obtener en 1932
la licencia como piloto aviador en Estados Unidos. Fue la primera sudamericana en obtener este
título.

## Reconocimientos
En el 2000, fue reconocida por parte de la empresa ecuatoriana como una de las mujeres más influyentes del milenio.